# Zandviooltje
Zandviooltje (Viola rupestris) is een soort uit de viooltjesfamilie (Violaceae). De soort staat op de Nederlandse Rode Lijst van planten als zeldzaam en stabiel of iets toegenomen. De soort komt van nature voor in Noord- en Centraal-Europa, vooral in de bergstreken,  en in Noord- en Midden-Azië. Het aantal chromosomen is 2n = 20. In Noorwegen, Finland en Zweden komt de ondersoort Viola rupestris subsp. relicta Jalas voor.

## Determinatie
Zandviooltje is een overblijvende plant. Ze wordt 2–10 cm hoog en is bezet met papilachtige, grijze haartjes, vooral op de bladstelen. De plant heeft verticale wortelstokken met bladrozetten aan de top en bladeren aan de liggende stengels. De 1–1, 5 cm lange en 1,5 cm brede, blauwachtig groene bladeren zijn ondiep hartvormig en hebben getande, eironde steunblaadjes. De onderkant van het blad is vaak violet gekleurd.
De plant bloeit vanaf half april tot begin mei met blauwviolette tot witte, tweezijdig symmetrische, 1–1,5 cm grote bloemen. De bloem heeft vijf kroonbladen, vijf kelkbladen en vijf meeldraden. De spitse kelkbladen hebben een 1–2 mm lang aanhangsel aan de voet. De zijdelingse kroonbladen staan schuin omlaag gericht en bedekken niet de bovenste twee kroonbladen. Het onderste kroonblad is gespoord met een bleekpaarsblauwe, zwak gegroefde, 3–5 mm lange spoor. Het bovenstandige vruchtbeginsel is driebladig met drie wandstandige zaadlijsten.
De vrucht is een behaarde, driekleppige doosvrucht. Het zaad is 1,5 mm lang en 1 mm breed.

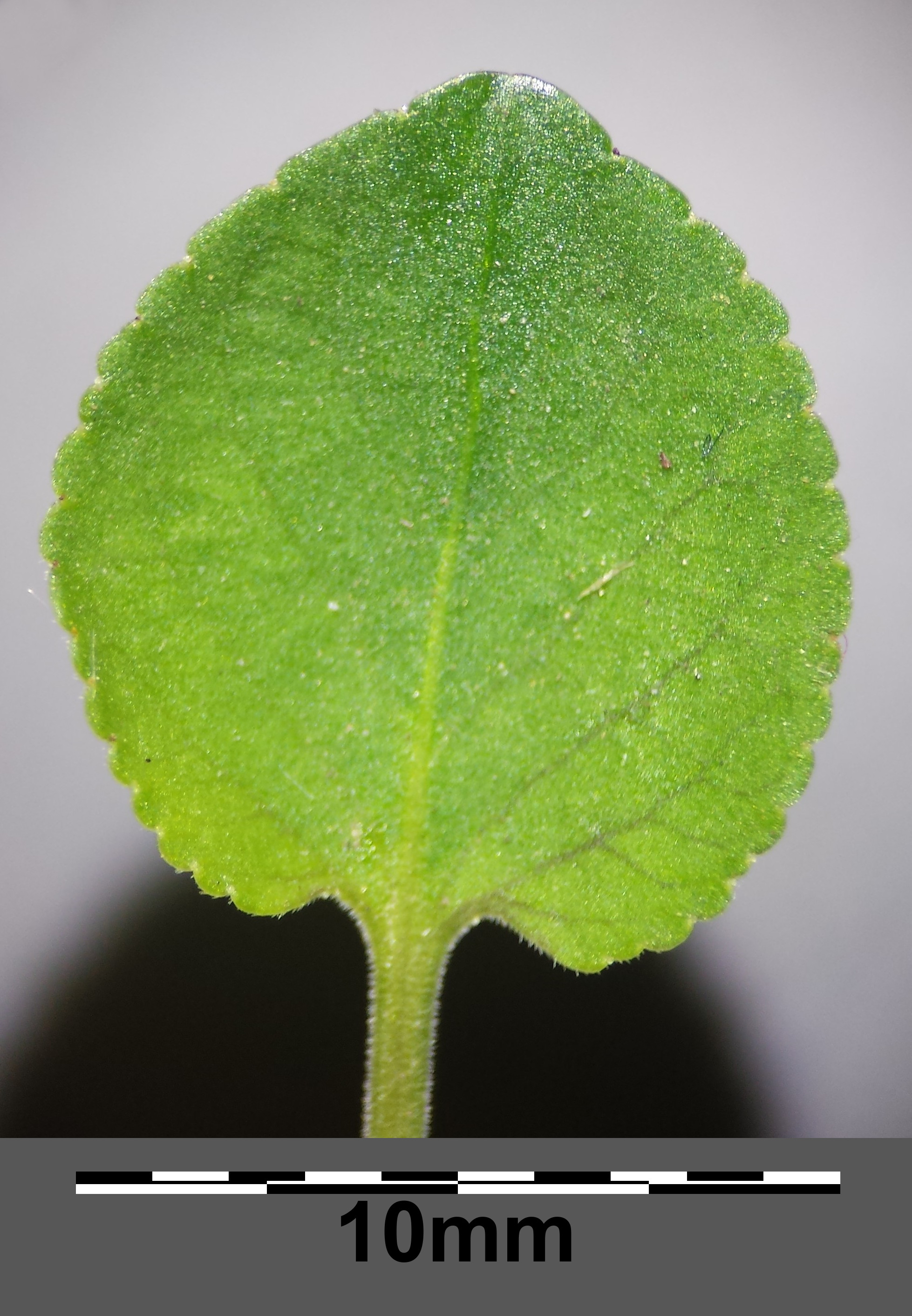
Voorkant blad
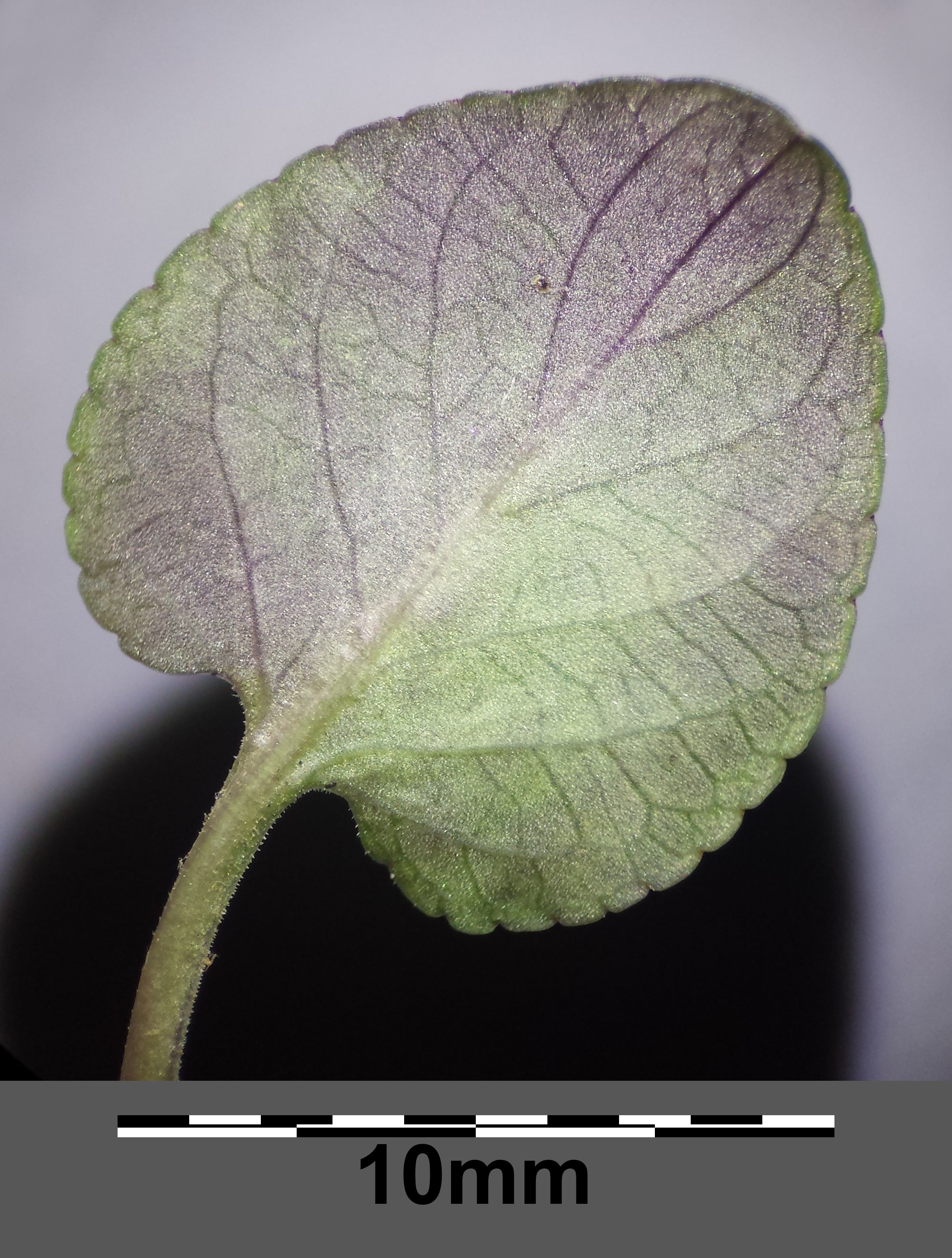
Achterkant blad
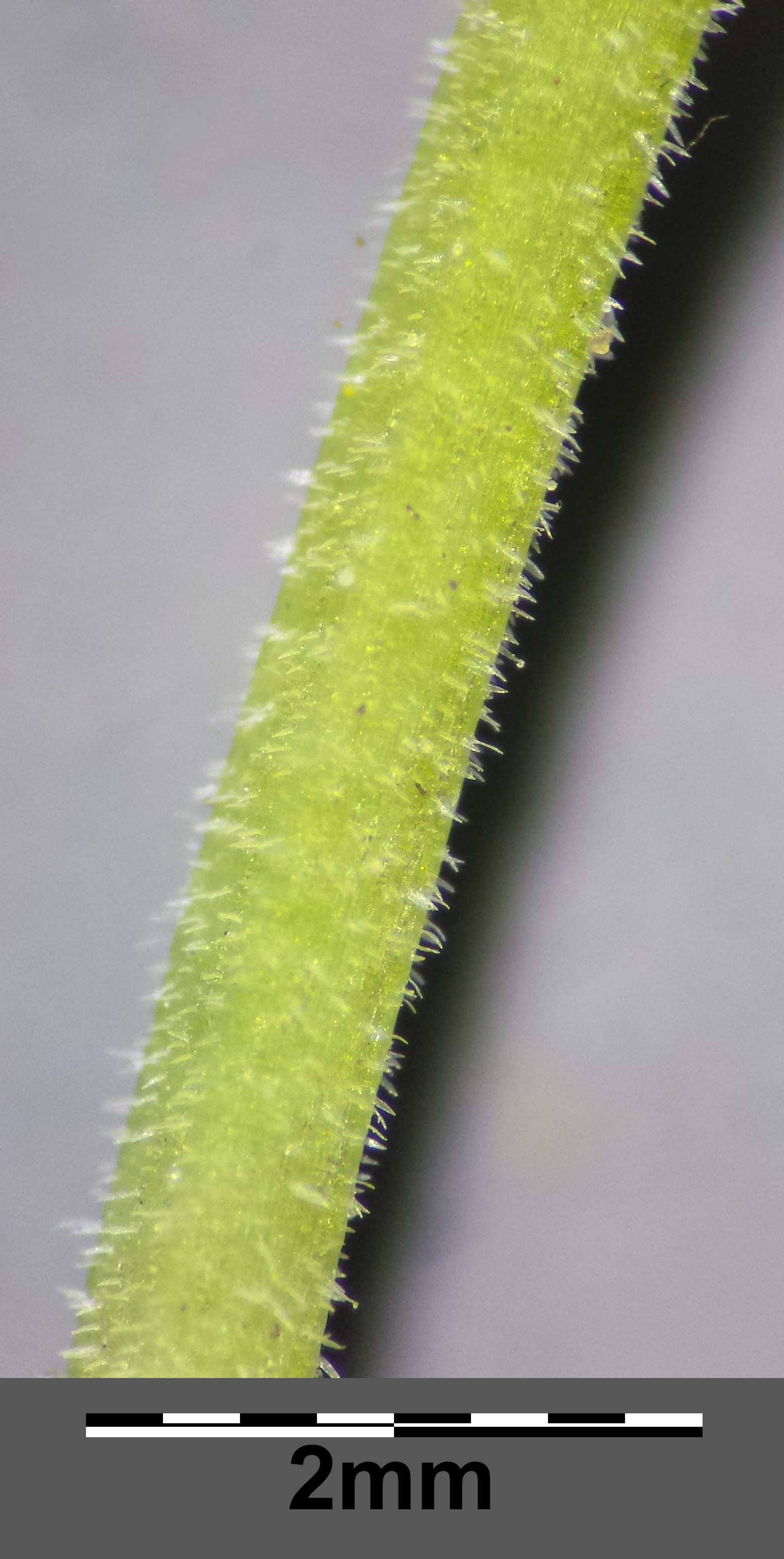
Bladsteel
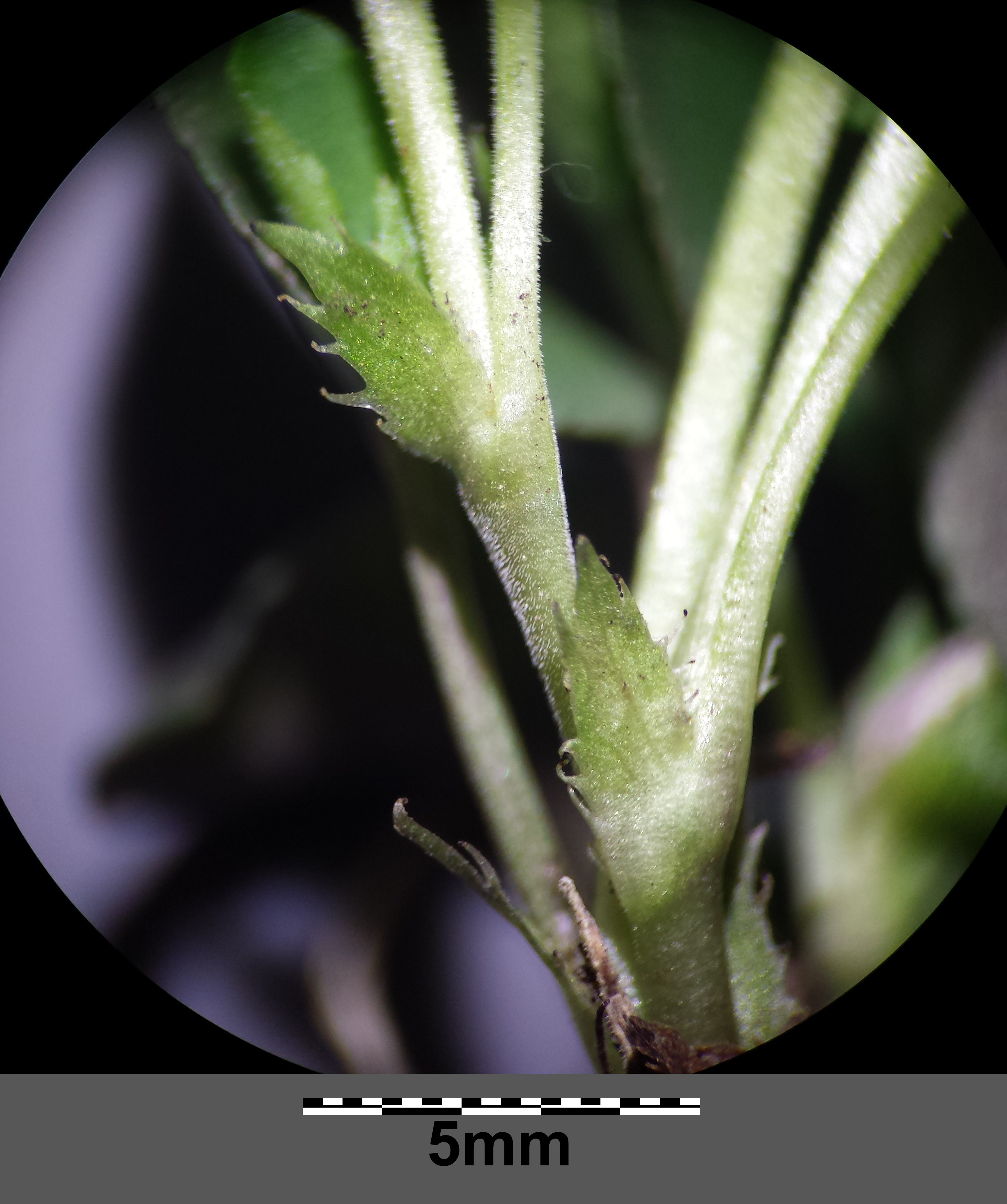
Steunblaadjes
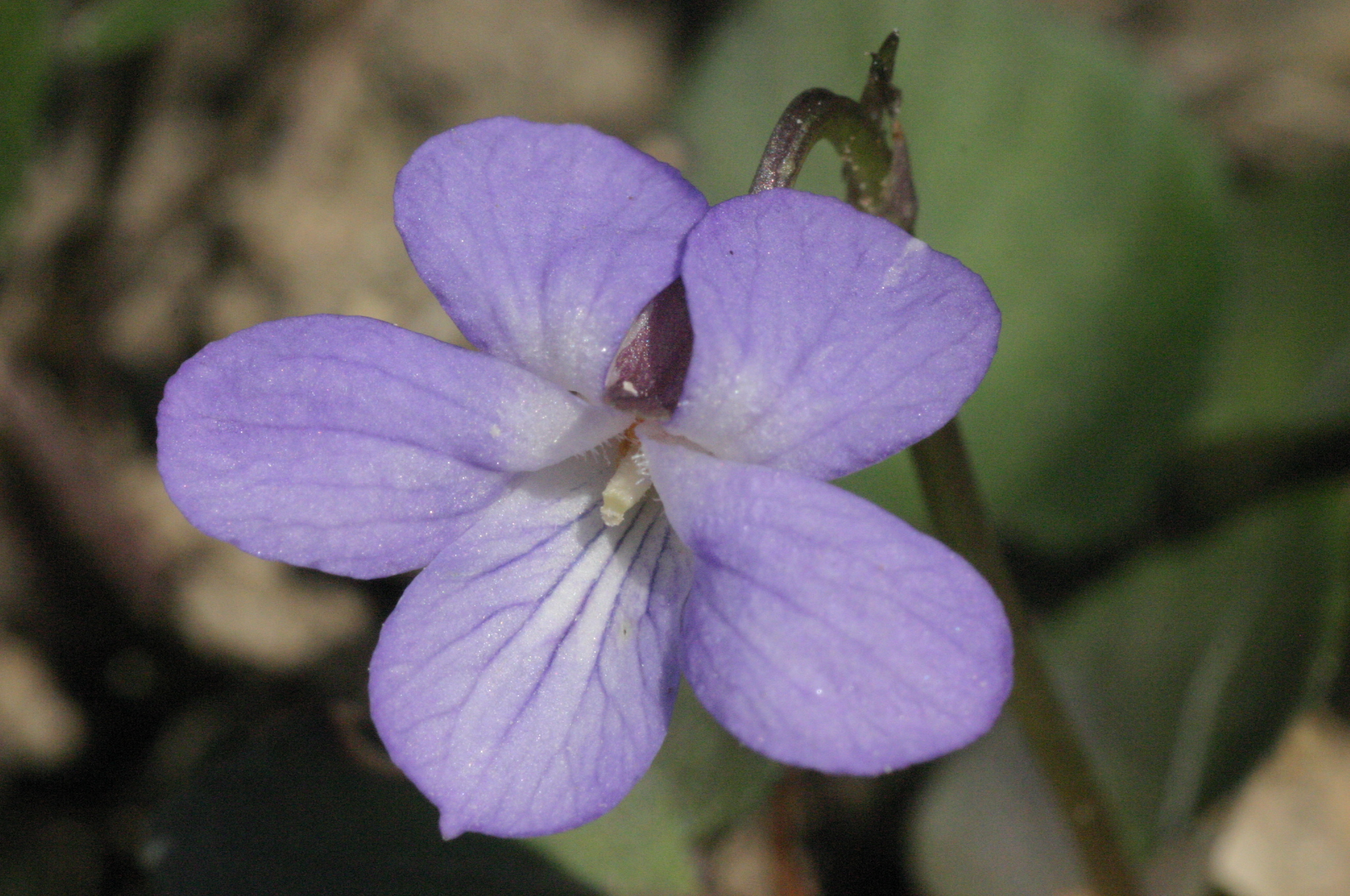
Bloem
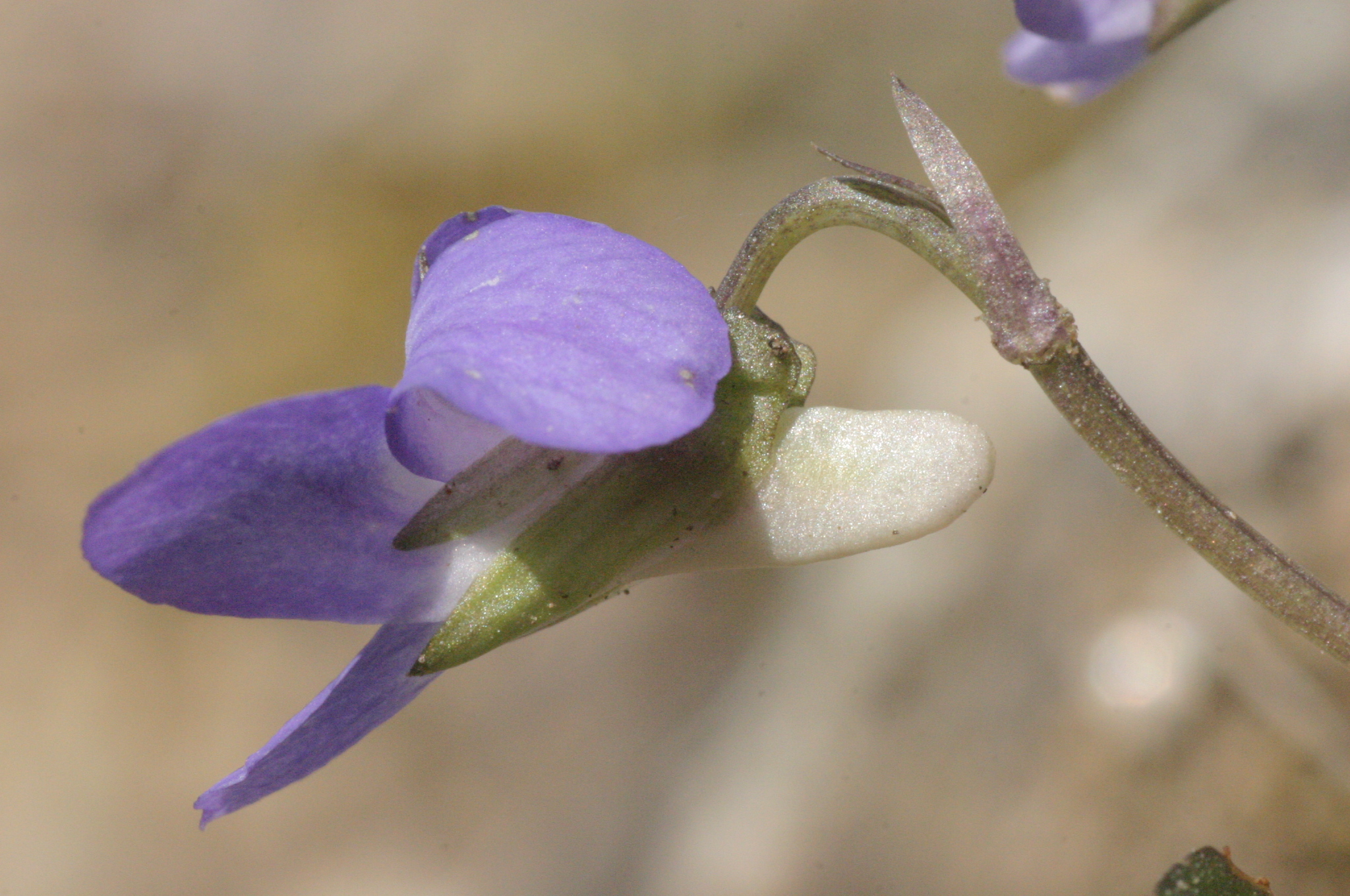
Bloem met spoor
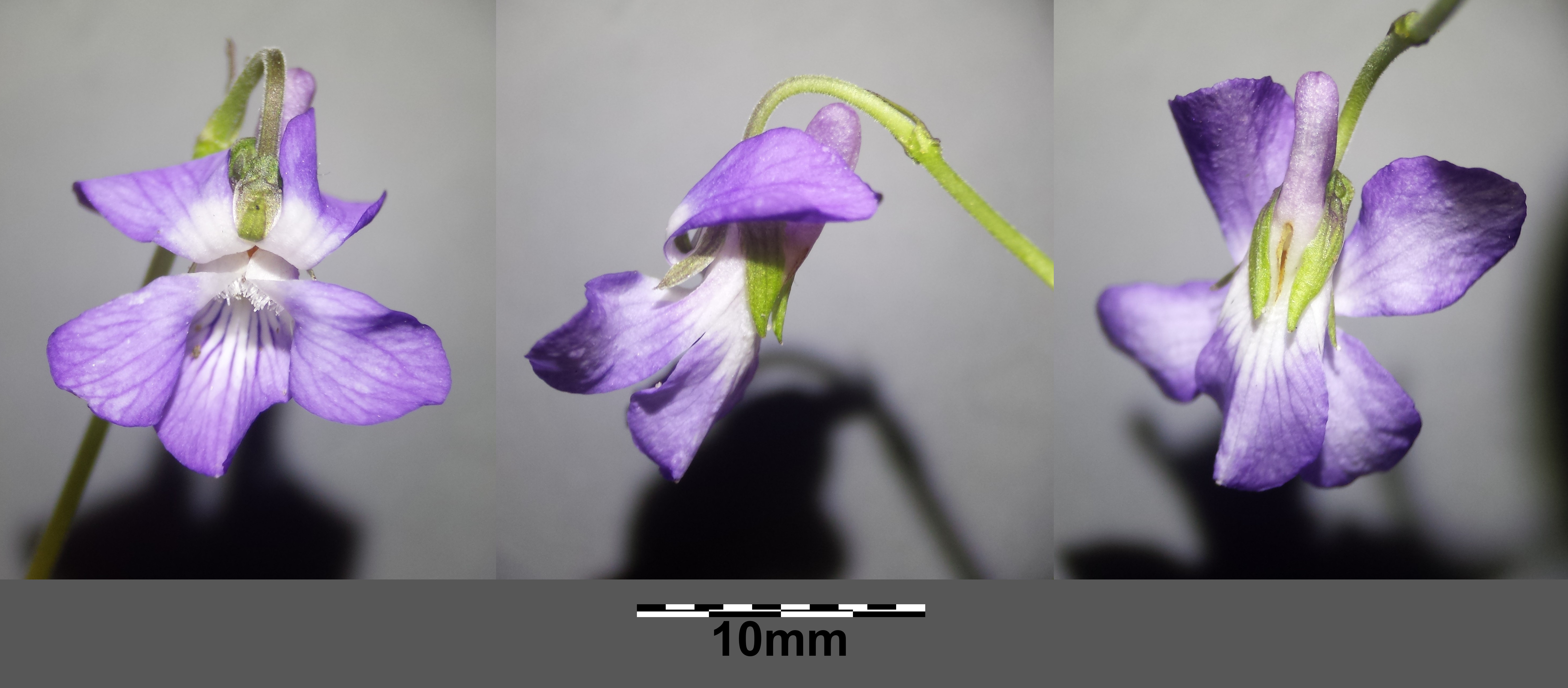
Bloemen
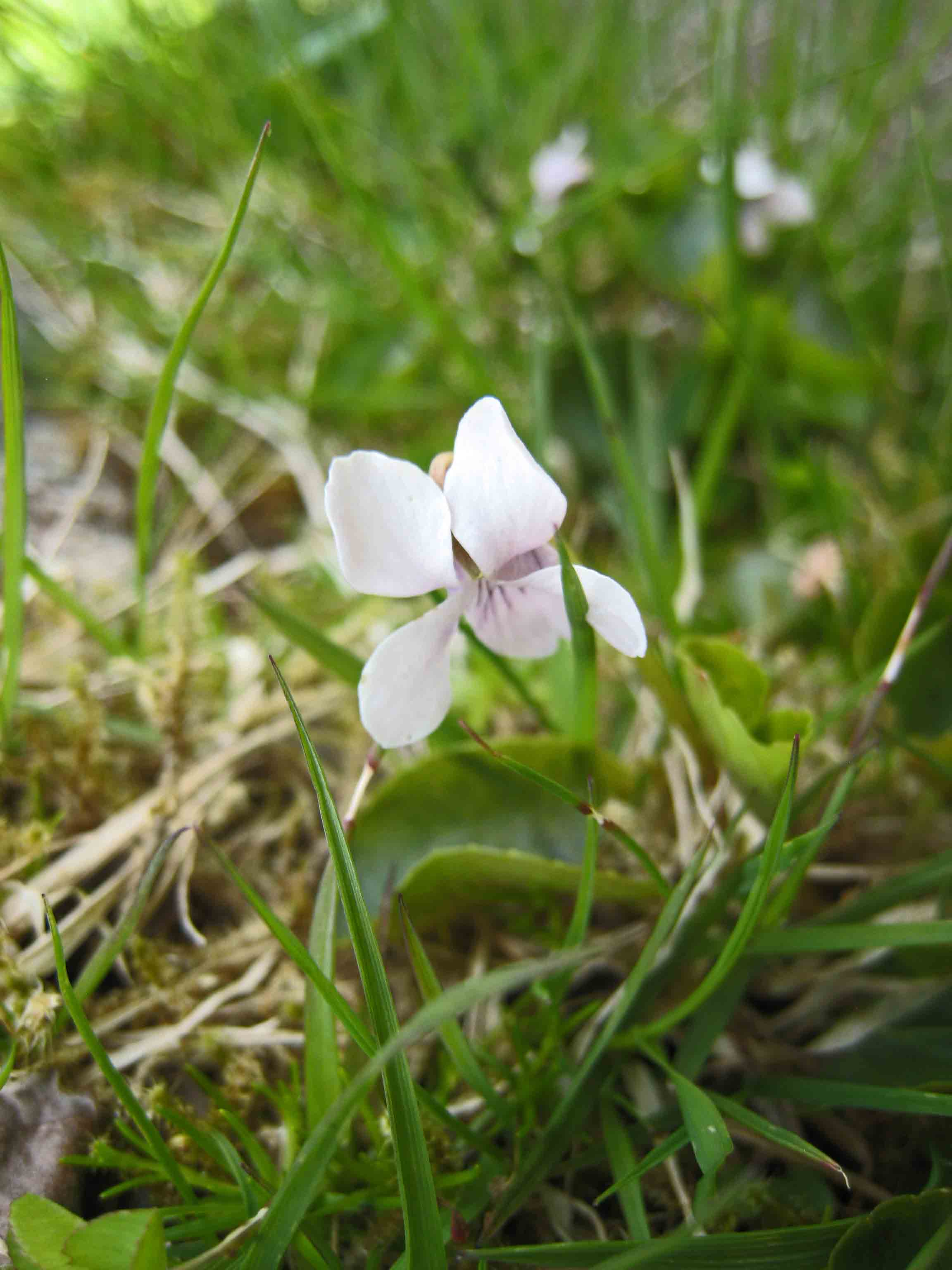
Viola rupestris subsp. relicta

## Ecologie en verspreiding
Zandviooltje staat in Nederland op open, zonnig tot licht beschaduwd, oligotroof tot meso-oligotroof, droog tot vochtig, kalkrijk duinzand met een min of meer humeuze bovengrond, die af en toe heel licht overstoven wordt. Ze groeit in droge duinvalleien, op noordhellingen en in of tussen gedegenereerd struweel of bos. Ze mijdt betreding en beweiding en wordt dan ook nauwelijks aangetroffen in het zeedorpenlandschap. Het areaal van zandviooltje beslaat Centraal-Europa en aangrenzend Azië waar ze op droge, stikstofarme, schrale, kalkarme tot kalkrijke berghellingen staat en een westelijke uitloper van het verspreidingsgebied nog net de Hollandse duinen bereikt. De overblijvende soort is zeldzaam in Nederland, maar plaatselijk vrij algemeen in de duinen tussen Bergen en Wassenaar en groeit verder op Voorne en Goeree. De soort is te herkennen aan haar kleine, schopvormige blaadjes en vooral aan de papilleuze beharing die het best zichtbaar is op de bovenzijde van de bladstelen.

## Namen in andere talen
- Duits: Sand-Veilchen
- Engels: Teesdale Violet
- Frans: Violette rupestre